# Boulogne - Pont de Saint-Cloud (metrostation)
Boulogne - Pont de Saint-Cloud is een eindstation van de metrolijn 10 in de gemeente Boulogne-Billancourt, onder de rotonde Rhin-et-Danube.
Het metrostation is vernoemd naar de nabijgelegen brug Pont de Saint-Cloud.
Boulogne - Pont de Saint-Cloud · 
Boulogne - Jean Jaurès · 
Porte d'Auteuil · 
Michel-Ange - Auteuil · 
Église d'Auteuil · 
Michel-Ange - Molitor · 
Chardon-Lagache · 
Mirabeau · 
Javel - André Citroën · 
Charles Michels · 
Avenue Emile Zola · 
La Motte-Picquet - Grenelle · 
Ségur · 
Duroc · 
Vaneau · 
Sèvres - Babylone · 
Mabillon · 
Odéon · 
Cluny - La Sorbonne · 
Maubert - Mutualité · 
Cardinal Lemoine · 
Jussieu · 
Gare d'Austerlitz